# 大木駅 (樺太)
座標: 北緯49度23分21秒 東経142度51分9秒 / 北緯49.38917度 東経142.85250度
大木駅（おおきえき）は、かつて樺太敷香郡敷香町に存在した鉄道省樺太東線の駅である。

## 歴史
- 1943年（昭和18年）11月16日 - 鉄道省の上敷香駅 - 気屯駅間(51.7km)の延伸開業により設置。
- 1945年（昭和20年）8月 - ソ連軍が南樺太へ侵攻、占領し、駅も含め全線がソ連軍に接収される。
- 1946年（昭和21年）2月1日 - 日本の国有鉄道の駅としては、書類上廃止。
- 1946年4月1日 - ソ連国鉄に編入。ロシア語駅名は「ヴォズヴラシェーニエ」。

## 駅名の由来
当駅の所在する地名からであり、地名はアイヌ語の「オク・タイ」（精神が悶えるような悪い所）による。

## 運行状況
- 旅客列車の運行は行なわれていたが、軍用鉄道であり時刻表に掲載されなかった。

現在はポロナイスク駅、ポページノ駅発着の1往復のみ停車する。

## 隣の駅
鉄道省樺太鉄道局
樺太東線
上敷香駅 - 大木駅 - 初問駅